# 앙투안프랑수아 칼레
앙투안프랑수아 칼레(프랑스어: Antoine-François Callet, 1741년 3월 22일~1823년 10월 2일)는 루이 16세의 공식 초상화가로 활동한 프랑스의 초상화 및 우화 작품 화가이다. 일반적으로 앙투안 칼레라는 이름으로 알려졌다.

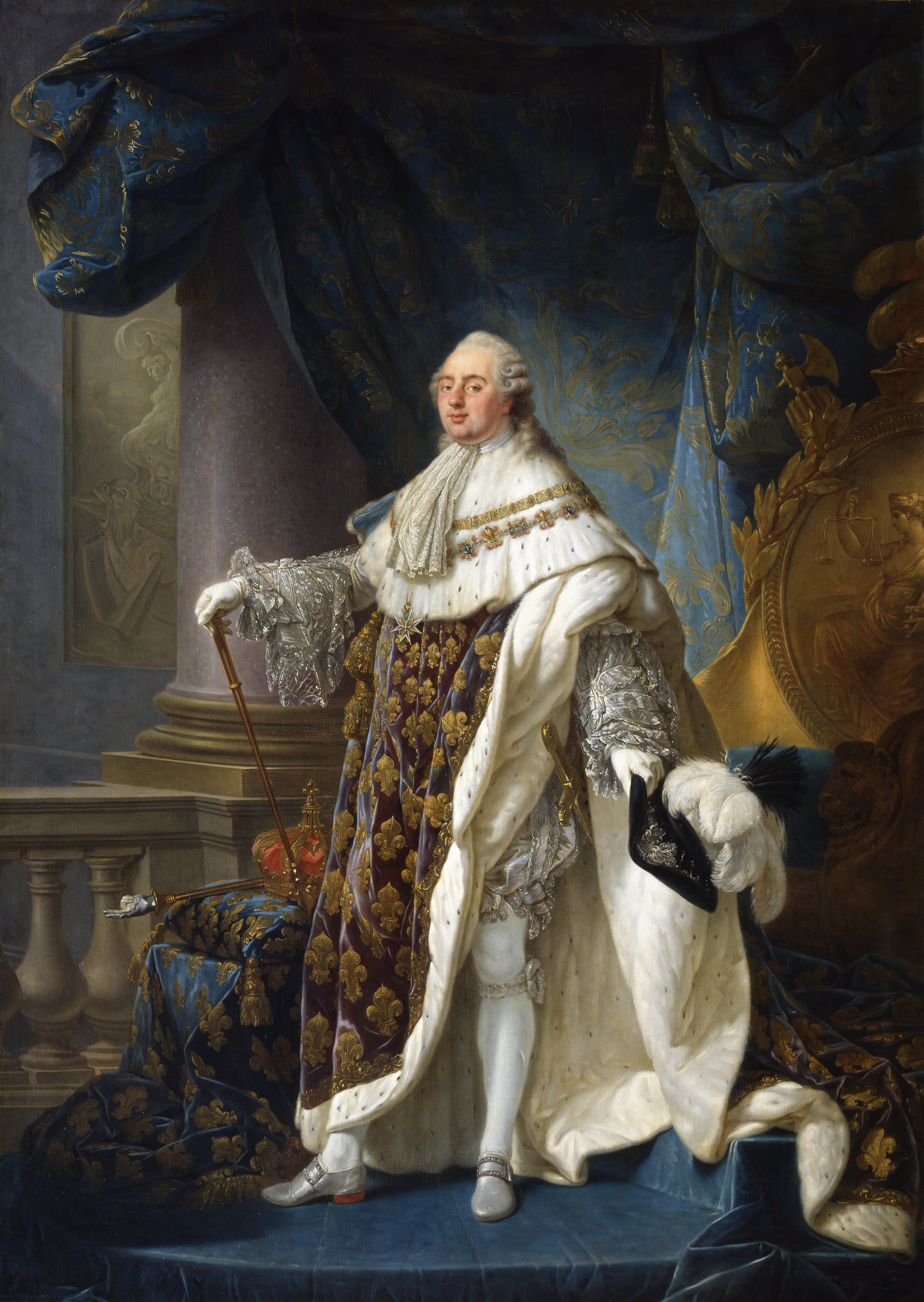
루이 16세의 공식 초상화, 1779년, 베르사유궁

그는 1764년 《유노 신전으로 어머니의 전차를 인도하는 클레오비스와 비톤》(Cléobis et Biton conduisent le char de leur mère au Temple de Junon)이라는 작품으로 로마 대상을 수상했다. 그는 1779년 프랑스 예술 아카데미에 입성했는데, 입선작으로 아르투아 백작의 초상화를 그렸고, 1781년에는 우화 작품인 《봄》(Le printemps)이라는 작품으로 입성했다. 그는 1783년부터 파리 살롱에 작품을 출품했다.
그는 뤽상부르궁의 그랑드 갤러리 천장 중앙에 아우로라(L'Aurore)라는 제목의 작품을 그렸다. 프랑스 통령정부와 프랑스 제1제국 하에서 그는 《브뤼메르 18일 쿠데타의 우화, 또는 프랑스의 구원》(Allégorie du dix-huit brumaire ou la France sauvée, 1801년작, 베르사유궁 소장) 및 《아우스터리츠 전투 우화》(Allégorie de la bataille d'Austerlitz, 1806년작, 베르사유궁 소장) 등 몇 가지 우화 작품을 더 그렸다.
칼레는 1823년 82세의 나이로 파리에서 사망했다.

## 작품

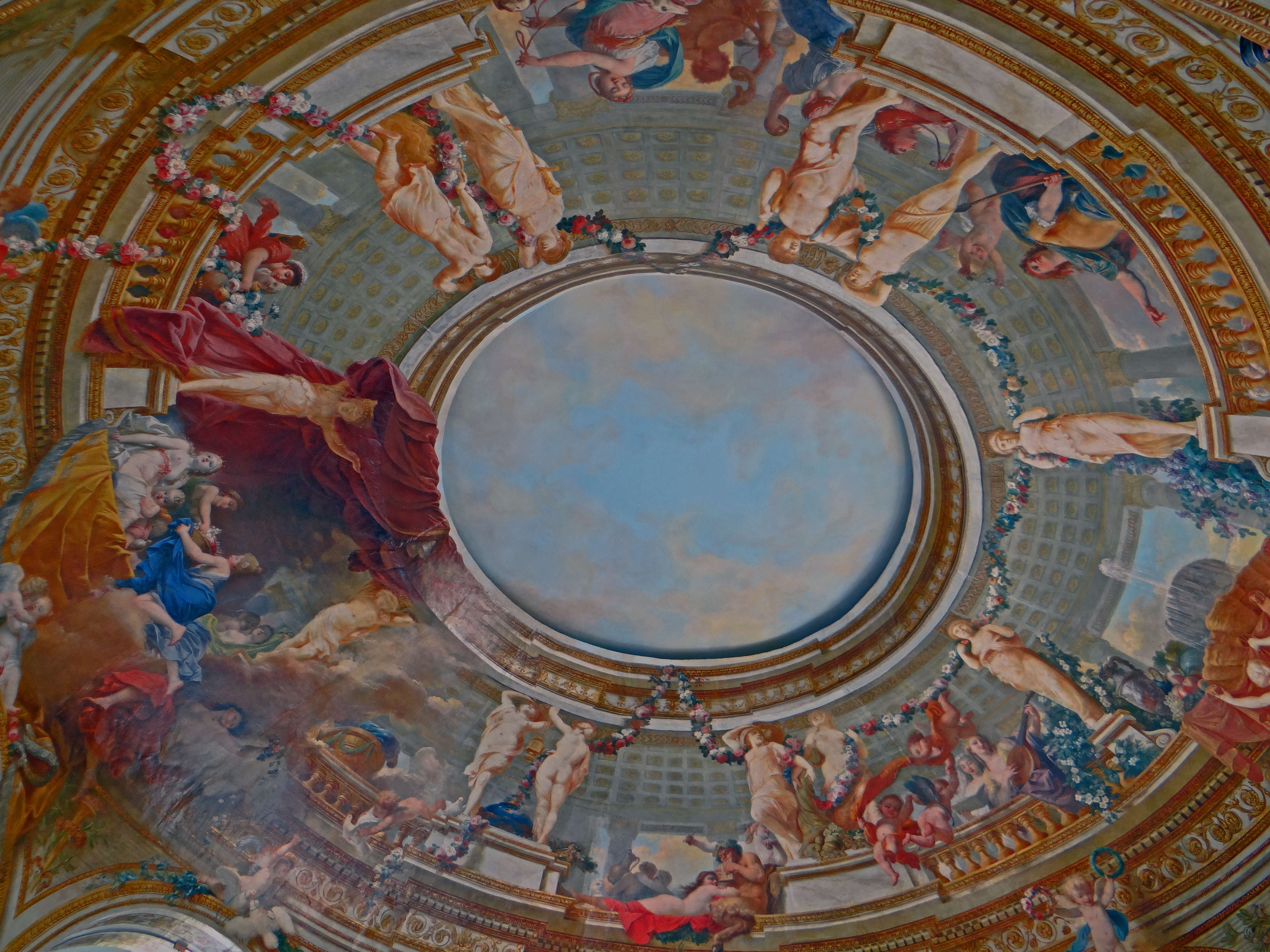
《비너스의 역사》, 1774년, 루브르 박물관
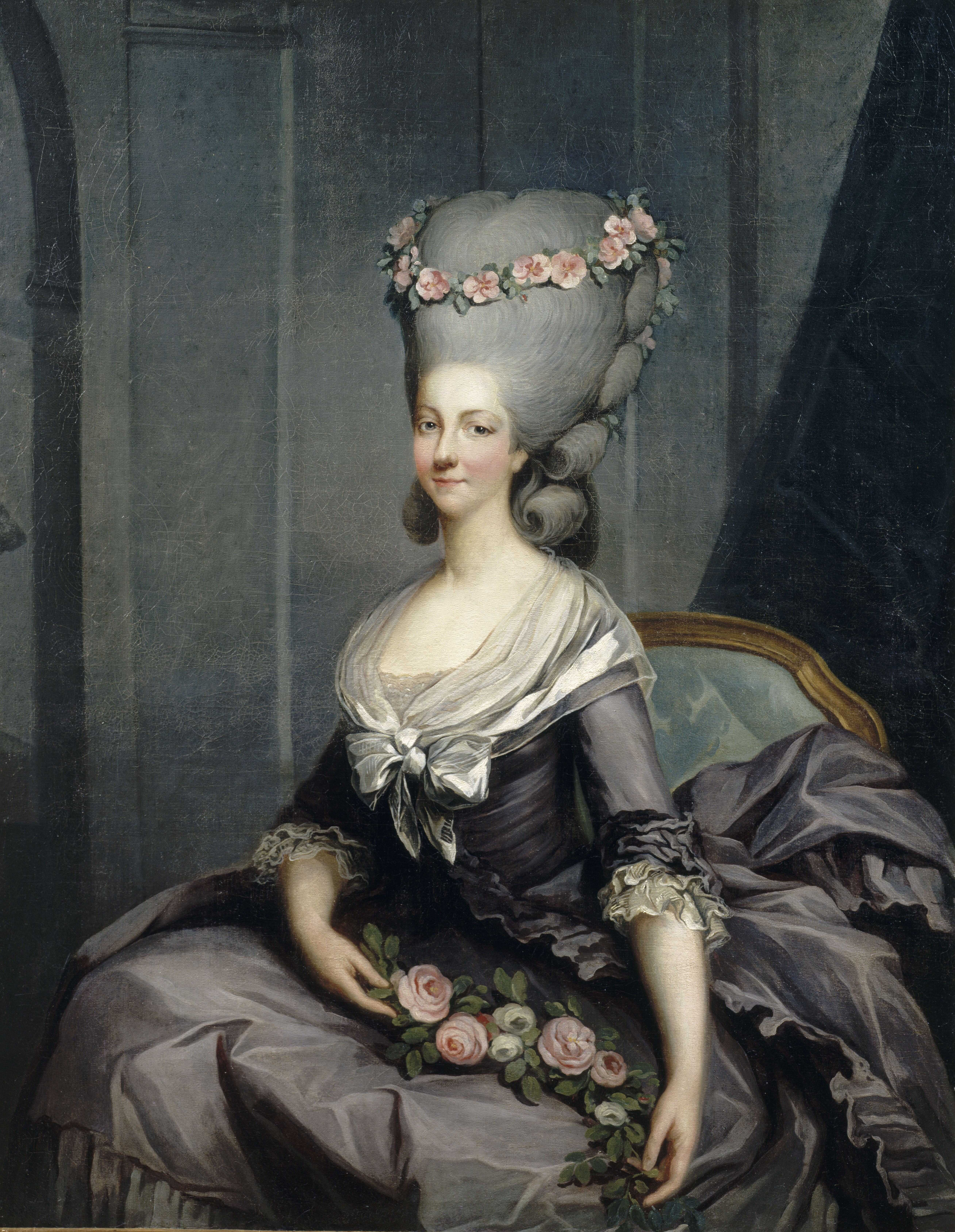
마담 드 랑발의 초상화, 1776년경, 베르사유궁
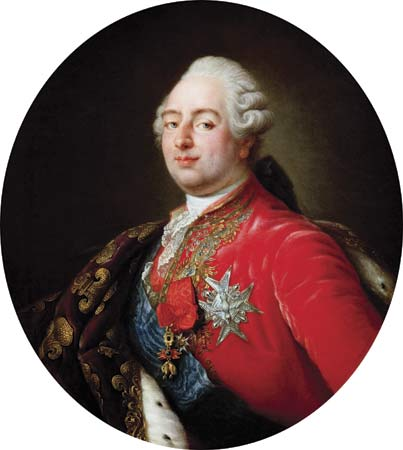
《루이 16세의 초상》, 1786년, 카르나발레 박물관
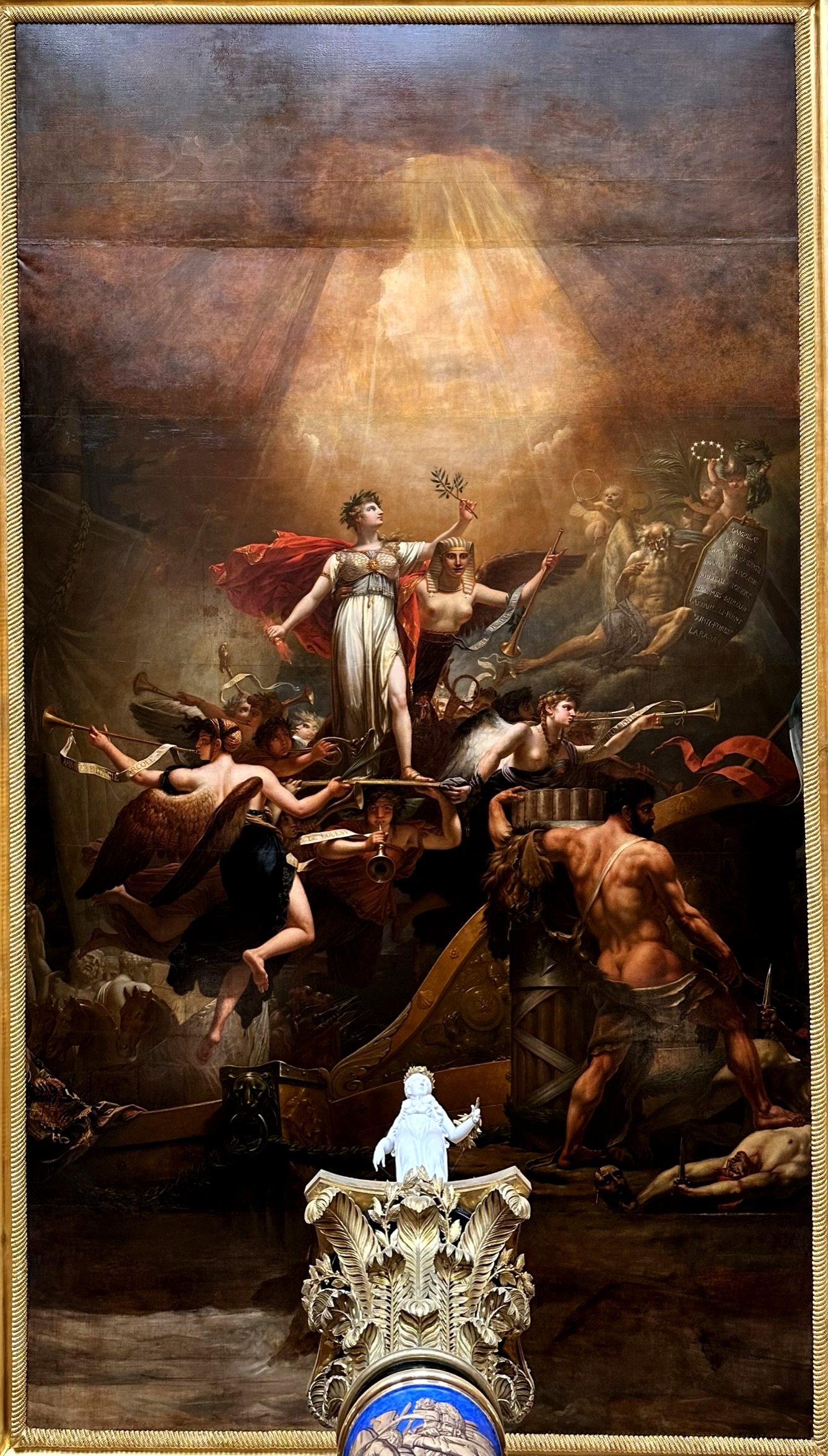
《브뤼메르 18일 쿠데타의 우화, 또는 프랑스의 구원》(Allégorie du dix-huit brumaire ou la France sauvée) 1801년작, 베르사유궁 소장

## 참고 문헌
- Marc Sandoz, Antoine-François Callet, 1741-1823, Ed. 편집자 - Quatre Chemins, 투어, 1985.